# Norwegisch-Schottischer Krieg (1263–1266)

Die Teilreiche des Königreichs der Inseln um 1200

Der Norwegisch-Schottische Krieg von 1263 bis 1266 war ein militärischer Konflikt zwischen Norwegen und Schottland. In dem Krieg brachte der schottische König Alexander III. die westschottischen Inseln in seinen Besitz, was der neue norwegische König Magnus VI. in einem 1266 geschlossenen Frieden anerkannte.

## Vorgeschichte
Die westschottischen Inseln standen seit dem 9. Jahrhundert unter norwegischer Oberhoheit. Der schottische König Alexander II.  versuchte 1249 mit einem Feldzug, die Inseln zu besetzen, jedoch erkrankte er und starb. Daraufhin wurde der Feldzug abgebrochen und die Inseln blieben weiter unter der Herrschaft mehrerer Kleinkönige und unter norwegischer Oberhoheit.
Nachdem Alexanders Sohn und Nachfolger König Alexander III. volljährig geworden war, setzte er die Versuche seines Vaters fort, die westschottischen Gebiete von Norwegen zu erwerben. Im Jahre 1261 machte er dem norwegischen König Håkon IV. ein Kaufangebot, was dieser aber ablehnte. Die schottische Gesandtschaft wurde sogar den Winter über in Bergen festgehalten, nachdem sie ohne Erlaubnis des norwegischen Königs nach Schottland hatten zurückreisen wollen. Der schottische König ermunterte nun offenbar mehrere schottische Magnaten wie den Earl of Menteith und Uilleam, 2. Earl of Ross, ihre Herrschaft auf westschottische, von Norwegen beanspruchte Gebiete auszudehnen. Der Earl of Menteith zwang den lokalen Lord Dugald MacSween zum Verzicht auf Knapdale, und 1262 plünderte der Earl of Ross die Insel Skye. Dabei nutzte der schottische König die Schwäche des englischen Königs Heinrich III. aus, der ein Verbündeter des norwegischen Königs war, sich aber in England einer Adelsopposition gegenübersah und deshalb nicht in Schottland eingreifen konnte.

## Der norwegische Feldzug von 1263

### Überfahrt von Norwegen nach Schottland

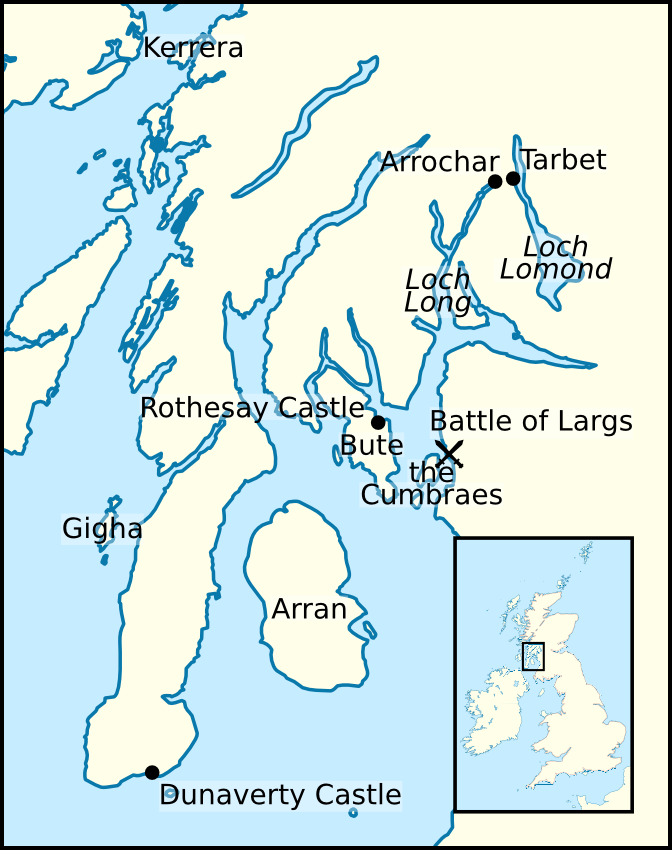
Übersichtskarte der westschottischen Inseln mit den wichtigsten Orten des Feldzugs von 1263

Angesichts der aggressiven schottischen Politik bereitete Håkon IV. im Frühjahr 1263 einen Feldzug nach Westschottland vor, den er als erster norwegischer König seit 1102 selbst anführen wollte. Er sandte Kundschafter nach Shetland und Orkney aus, um Lotsen anzuwerben, und sammelte in Norwegen eine Flotte von über 100 Langbooten. Sein Flaggschiff Kristsuden soll 300 Männern Platz geboten haben. Neben dem König gehörte Vigleikr Prestsson, der als Marschall des Königs bezeichnet wurde, zu den Anführern des norwegischen Heeres. Der norwegische König hatte bereits in den Jahren zuvor seinen Einfluss nach Westen wieder ausgebaut. 1262 hatte Island seine Herrschaft akzeptiert. Mit seinem Feldzug nach Schottland wollte der König abtrünnige Vasallen auf den westschottischen Inseln einschüchtern, Verbündete gewinnen und die Schwäche Schottlands demonstrieren. Nach den norwegischen Sagas brach die norwegische Flotte entweder am 5. oder am 11. Juli auf. Sie erreichte zunächst rasch die Shetlandinseln, wo sie zwei Wochen lang im Bressay Sund rastete. Dann segelte die Flotte weiter nach Shapinsay, eine der ebenfalls unter norwegischer Oberhoheit stehenden Orkneyinseln. König Håkon wollte einen Teil der Flotte zum Moray Firth schicken, um dort die Region zu plündern, während der König mit der Hauptflotte auf Orkney bleiben wollte. Die norwegischen Krieger weigerten sich aber, ohne ihren König loszuziehen, so dass der Plan fallengelassen wurde. Nach der Feier des Olaftags am 29. Juli brach die Flotte zur Widewall Bay vor der Insel South Ronaldsay auf. Der Jarl von Orkney, der als Earl of Caithness gleichzeitig auch Vasall des schottischen Königs war, folgte dem Aufruf des norwegischen Königs und schloss sich der norwegischen Flotte zunächst an. Der schottische König aber erpresste die Bewohner von Caithness. Er nahm 21 Geiseln und drohte den Bewohnern Strafen an, wenn sie den norwegischen König unterstützten. Doch auch norwegische Truppen zogen durch Caithness und erpressten Tribute. Noch als die norwegische Flotte in der Widewall Bay lag, gab es am 5. August eine Sonnenfinsternis, welche die Krieger beunruhigte. Kurz darauf erfuhr der norwegische König, dass Ewen Macdougall, der eigentlich unter seiner Oberhoheit stehende Lord of Argyll, sich auf die schottische Seite gestellt hatte. Nach der Ankunft weiterer Schiffe aus Norwegen segelte die weiter, wobei der Jarl von Orkney an dem weiteren Feldzug wahrscheinlich nicht teilnahm.

### Schottische Abwehrmaßnahmen
Zur Abwehr der norwegischen Flotte konnte der schottische König auf die Unterstützung seiner Magnaten bauen. Alan Durward und der Earl of Buchan stellten ihre Aufgebote auf und dienten als Kommandanten der schottischen Heere, ebenso wie der Earl of Menteith und Alexander Stewart. Neben den Aufgeboten seiner Magnaten stellte der König 1263 und 1264 eine kleine Armee aus bezahlten Rittern und Sergeanten auf, die etwa 60 Reiter stark war. Dazu unterstützte er die Verteidigungsbereitschaft von Burgen wie Ayr, Wigtown, Dumfries und Inverness und bezahlte deren Wachen. Der Earl of Menteith bot 120 Sergeanten für die Besatzung von Ayr Castle auf, die drei Wochen lang zur Abwehr der Norweger bereitstanden. Im Vergleich zu Heeren von anderen Reichen war dieses Aufgebot klein, aber für den König kostengünstig und damit finanzierbar. Vor allem reichte es aus, um die vereinten Kräfte aus Norwegen und von den Baronen der westschottischen Inseln in Schach zu halten.

### Vorstoß der Norweger bis zum Firth of Clyde
Von South Ronaldsay segelte die norwegische Flotte durch den Pentland Firth und weiter entlang der Küste bis nach Lewis, dann weiter nach Rona und dann durch den Sound of Sleat, der die Isle of Skye von Schottland trennt. Dort soll der gälische Ortsname Kyleakin (deutsch Haakonstraße) an den Aufenthalt des norwegischen Königs erinnern. Vor Skye schloss sich die Flotte von König Magnus von Man den Norwegern an. Als die Flotte weitersegeln wollte, erschien Dugald Macruairi, König der Inseln, in einem kleinen Kutter, und drängte die Norweger, ihm zu folgen. Durch den Sound of Mull segelten die Norweger weiter nach Kerrera, wo sich ihnen Schiffe von Dugald Macruairi und anderen Lords anschlossen. Der Großteil der norwegischen Flotte segelte in den Firth of Clyde, wo sie vor den Cumbraes vor Anker ging. Eine kleinere Abteilung unter Magnus von Man und Dugald Macruairi stieß bis Tarbert in Kintyre vor, um Angus Mor von Islay zur Unterstützung zu bewegen. Angus Mor und sein Bruder Alan leisteten zunächst erbitterten Widerstand, ehe sie sich der gegnerischen Übermacht ergaben. Eine Flotte von fünf, nach anderen Angaben fünfzehn Schiffen segelte zur Isle of Bute, wo die Norweger Rothesay eroberten. König Håkon segelte dagegen mit der Hauptmacht nach Gigha. Dort suchte ihn Ewen Macdougall, Lord of Argyll auf und bat ihn, ihn von seinem Treueschwur zu entbinden, worauf der König ihn in milder Haft nahm. Dann segelte er weiter zur Isle of Arran, wo Dominikanerbrüder als Abgesandte des schottischen Königs Alexander III. dem norwegischen König Verhandlungen anboten. Diese verliefen jedoch ergebnislos, weil der schottische König womöglich angesichts der nahenden Herbststürme auf Zeit spielte. Daraufhin suchte der norwegische König eine Entscheidung. Um die schottischen Kräfte zu zersplittern, sandte er Magnus von Man, Dugald Macruari, Rudri und andere Unterführer mit ihren Schiffen zum Loch Long. Von Arrochar transportierten sie ihre Schiffe über Land zum Loch Lomond, wo sie dann die Siedlungen am Ufer plünderten. Ewen Macdougall wurde vom norwegischen König freigelassen.

### Die Schlacht von Largs und der Rückzug der Norweger

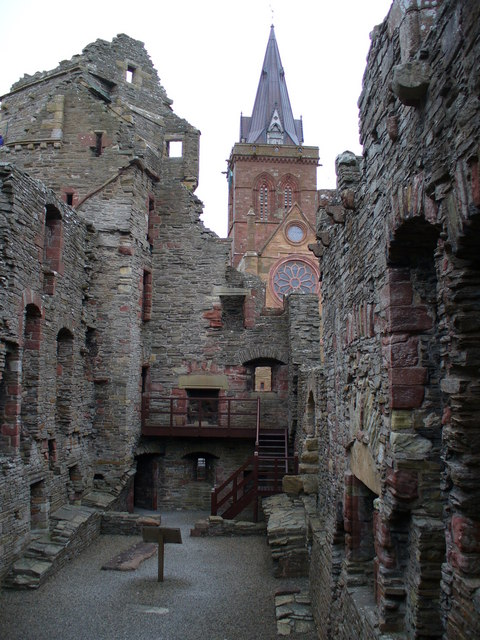
Die Ruine des Bischofspalastes in Kirkwall auf Orkney, in dem König Håkon VI. von Norwegen 1263 starb

Am 30. September zerstörte ein Sturm einen Teil der norwegischen Flotte. Als mehrere Schiffe an die Küste bei Largs getrieben wurden, kam es zu einer Reihe von Gefechten. Daraufhin landeten weitere norwegische Schiffe an der Küste, worauf es zur unentschiedenen Schlacht von Largs kam. Der norwegische König entschloss sich zum zeitweiligen Rückzug. Er zog sich zunächst nach Lamlash zurück. Auf Kerrera verlieh er die Besitzungen von Ewen of Lorne an Dugald Macruari und seinen Bruder Alan, während er Rudri zum Herrn von Bute ernannte. Auf Islay trieben die Norweger Tribute in Form von Vieh ein, während es auf der Isle of Mull zu Gefechten mit den Bewohnern der Insel kam. Im Einverständnis mit dem norwegischen König verließen Dugald Macruari die Flotte, während Magnus von Man sie bereits zuvor verlassen hatte. Dann segelten die Norweger angesichts der drohenden Herbststürme zurück nach Orkney. Nachdem ein norwegisches Schiff im Pentland Firth gestrandet war, erreichte die Flotte am 29. Oktober wieder South Ronaldsay. Da König Håkon angesichts der fortgeschrittenen Jahreszeit eine Überfahrt nach Norwegen für zu gefährlich hielt, wollte er mit den Besatzungen von 20 Schiffen auf Orkney überwintern. Die anderen Schiffe entließ er, worauf sie nach Norwegen aufbrachen. Der König bezog Quartier im Bischofspalast von Kirkwall. Dort erkrankte er und starb im Dezember 1263.

## Verlust der westschottischen Inseln
Bereits vor dem Tod von Håkon IV. war abzusehen, dass der norwegische Feldzug trotz der eindrucksvollen Stärke der Flotte aus mehreren Ursachen gescheitert war. Dazu gehörten der späte Beginn und die folgende Verschlechterung des Wetters, die Vermeidung einer Seeschlacht durch die Schotten, vielleicht auch die fehlende Unterstützung durch Ewen Macdougall, so dass die Norweger keine wirkliche Basis in Westschottland errichten konntn. Dazu kamen möglicherweise eine fehlende Rücksichtslosigkeit und mangelnde Zielstrebigkeit des bereits älteren norwegischen Königs. Im Frühjahr 1264 sandte der neue König norwegische König Magnus Gesandte zum schottischen Königshof. Angesichts seiner überlegenen Situation behandelte der schottische König die Gesandten schroff und wies ihr Verhandlungsangebot zurück. Er soll den Gesandten sogar gedroht haben, sie als Vergeltung für den norwegischen Angriff einzukerkern oder gar zu töten. Stattdessen plante er mindestens drei Feldzüge gegen die Unterstützer der Norweger auf den westschottischen Inseln. Die Earls of Buchan und Mar sowie Alan Durward erhielten vom König Geld für 200 Soldaten. Diese Armee führten sie auf die Hebriden, wo sie plünderten, Tribute in Form von Vieh erhoben und die Stellung von Geiseln erzwangen. Ob sie auch willkürlich die Unterstützer der Norweger ermordeten, wie mittelalterliche Chroniken behaupten, ist ungeklärt. Der norwegische König übertrug Ogmund, der an dem Feldzug von 1263 teilgenommen hatte, die Verteidigung von Orkney. Eric, ein Sohn von Dugald Macruairi, sammelte auf Orkney Krieger für die Verteidigung der westschottischen Inseln. Dann erreichte aber ein schottisches Heer, das vielleicht vom Earl of Ross geführt wurde, Caithness, worauf Ogmund mit seinen Kriegern auf Orkney blieb. König Alexander III. selbst sammelte eine Flotte für einen Feldzug gegen die Isle of Man. Daraufhin kam ihm Magnus of Man nach Dumfries entgegen und unterwarf sich. Diese Unterwerfung symbolisierte den Zusammenbruch der norwegischen Herrschaft in Westschottland. Wenig später folgten Angus Mor of Islay und andere Barone dem Beispiel von Magnus von Man. Nach diesen freiwilligen Unterwerfungen musste der schottische König noch nicht einmal selbst einen Feldzug führen, um die westschottischen Inseln zu gewinnen. Die Barone der Inseln waren nach dem Abzug der norwegischen Flotte den Aufgeboten der schottischen Magnaten nicht gewachsen. Um ihre Besitzungen zu behalten, wechselten sie die Oberhoheit. Nur Dugald Macruari blieb den Norwegern treu und kämpfte weiter gegen die Schotten. Er konnte schließlich knapp entkommen und flüchtete mit seinem Sohn Eric nach Norwegen. Zum schottischen Sieg trug auch die Inaktivität des englischen Königs Heinrich III. bei, der lange Jahre ein Verbündeter des norwegischen Königs gewesen war. Heinrich III. sah sich in England einer starken Adelsopposition gegenüber und konnte deshalb nicht wie in den 1250er Jahren in Schottland intervenieren.

## Frieden von Perth
Dem neuen norwegischen König Magnus VI. blieb wenig übrig, als im Sommer 1264 erneut eine Gesandtschaft nach Schottland zu schicken. Sie wurde dieses Mal besser behandelt und erreichte, dass ab Sommer 1265 Friedensverhandlungen geführt wurden. Nach dem Austausch mehrerer Gesandtschaften wurde im Juli 1266 der  Frieden von Perth geschlossen, in dem der norwegische König seine westschottischen Besitzungen gegen Geldzahlungen an den schottischen König abtrat. Orkney blieb allerdings weiter unter norwegischer Oberhoheit.